# 레소토 요리

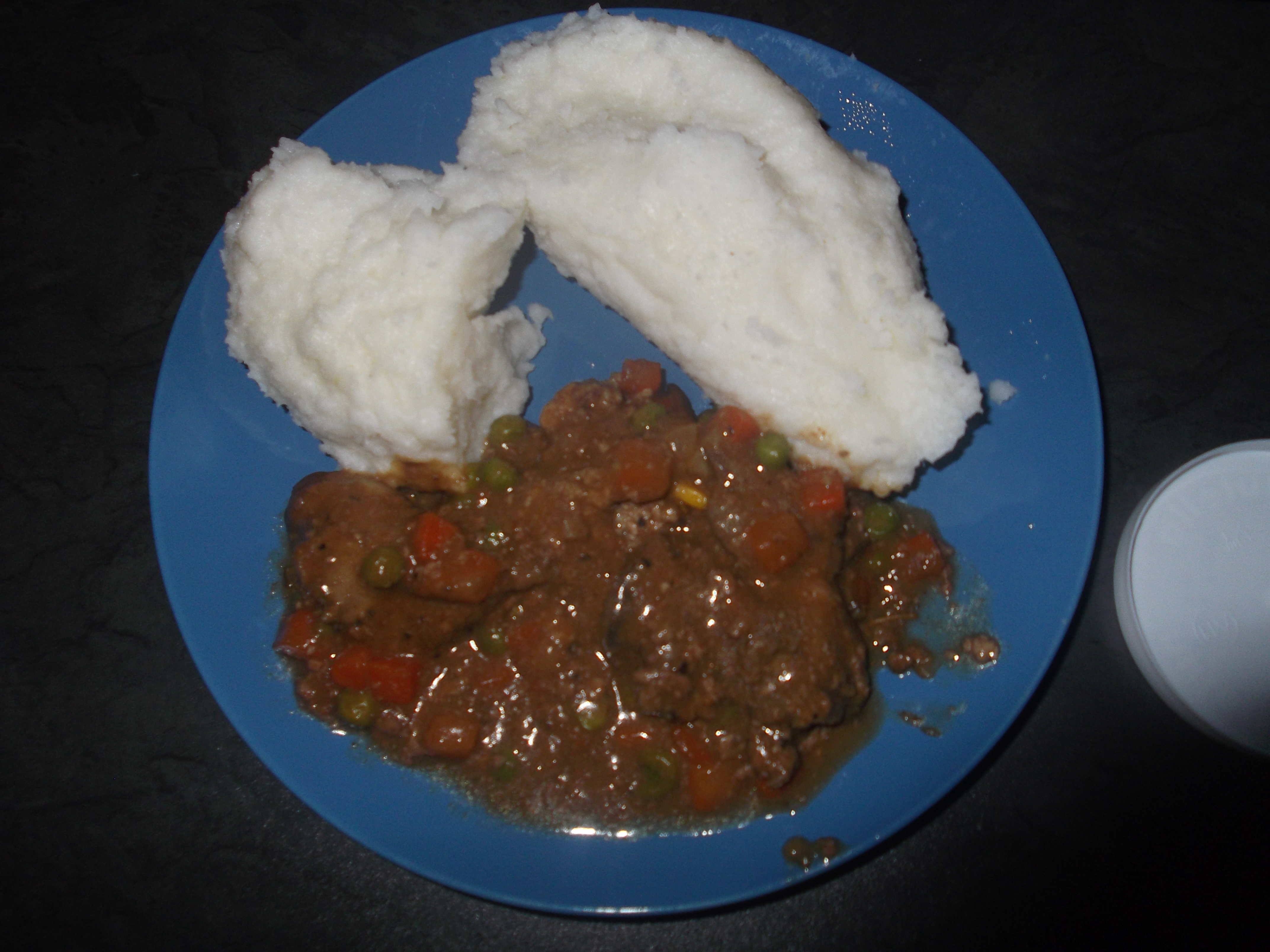
닭간과 파파

레소토 요리(Lesotho 料理, 소토어: lijo tsa basotho 리조 짜 바소토, 영어: Basotho cuisine 버수투 퀴진[*])는 남아프리카에 있는 레소토의 요리이다.

## 같이 보기
- 아프리카 요리